# اولیور برمن
الیور جیمز برمن (زاده ۸ مه ۲۰۰۵) یک راننده اتومبیل رانی اهل بریتانیا است که در حال حاضر در مسابقات قهرمانی فرمول ۲  برای تیم پریما شرکت می کند و عضو آکادمی رانندگان فراری است.  او یک راننده ذخیره برای اسکودریا فراری و تیم هاس در فرمول یک است.  او اولین مسابقه فرمول یک خود را برای فراری در گرندپری عربستان سعودی در سال ۲۰۲۴ انجام داد و جایگزین کارلوس ساینز جونیور شد.